# 120-е годы до н. э.
120-е (сто двадца́тые) го́ды до на́шей э́ры по пролептическому юлианскому календарю — промежуток времени с 1 января 129 года до н. э. по 31 декабря 120 года до н. э., включающий с 129 по 121 годы 8-го десятилетия  и 120 год 9-го десятилетия II века 1-го тысячелетия до н. э. Им предшествовали 130-е годы до н. э., за ними следовали 110-е годы до н. э. Они закончились 2145 лет назад.

## Важнейшие события
- Деятельность Гая Семпрония Гракха в Риме и разгром гракханского движения
- 129 — К власти в Китае пришёл император У-ди.
- 128 — Китайский полководец Вэй Цин завоевал Ордос и отогнал Хунну в степи, подальше от Великой Китайской стены.
- 127 — Умер шаньюй Цзюньчэнь.
- 127 — Вместо Цзюньчэня над кочевниками после недолгой борьбы власть перешла к брату Цзюньчэня Ичжисе.
- 123 — Внезапное нападение китайских войск на шаньюя Ичжисе. Ичжисе переносит ставку за пустыню Гоби.
- Император У-ди провёл военную реформу, в результате была создана огромная, 100—тысячная хорошо оснащённая и снаряжённая конная армия.

## Римские консулы десятилетия
- 129: Гай Семпроний Тудитан и Маний Аквилий
- 128: Гней Октавий и Тит Анний Руф
- 127: Луций Кассий Лонгин Равилла и Луций Корнелий Цинна
- 126: Марк Эмилий Лепид и Луций Аврелий Орест
- 125: Марк Плавтий Гипсий и Марк Фульвий Флакк
- 124: Гай Кассий Лонгин и Гай Секстий Кальвин
- 123: Квинт Цецилий Метелл Балеарский и Тит Квинкций Фламинин
- 122: Гней Домиций Агенобарб и Гай Фанний
- 121: Луций Опимий и Квинт Фабий Максим
- 120: Публий Манилий и Гай Папирий Карбон